# Avro 510
Avro 510 byl dvoumístný závodní plovákový letoun zkonstruovaný roku 1914 firmou Avro pro účast v závodu okolo Británie vyhlášeného deníkem Daily Mail. Jednalo se o konvenční dvouplošník s výrazně větším rozpětím horního křídla, vybavený dvěma plováky pod trupem a dvěma vyvažovacími pod křídly. Po vypuknutí první světové války byl závod odvolán, a stroj zakoupila britská Admiralita, která objednala i dalších pět kusů, s modifikovanými plováky a ocasními plochami, které získaly pevnou kýlovku. V řadové službě se typ ukázal nevhodným pro vojenské účely, a s druhým členem osádky mohl sotva letět. V říjnu 1915 byly sloužící exempláře odeslány k firmě Supermarine k úpravám a vylepšení, ale do března následujícího roku byly všechny vyřazeny ze služby.:s.68–70

## Specifikace

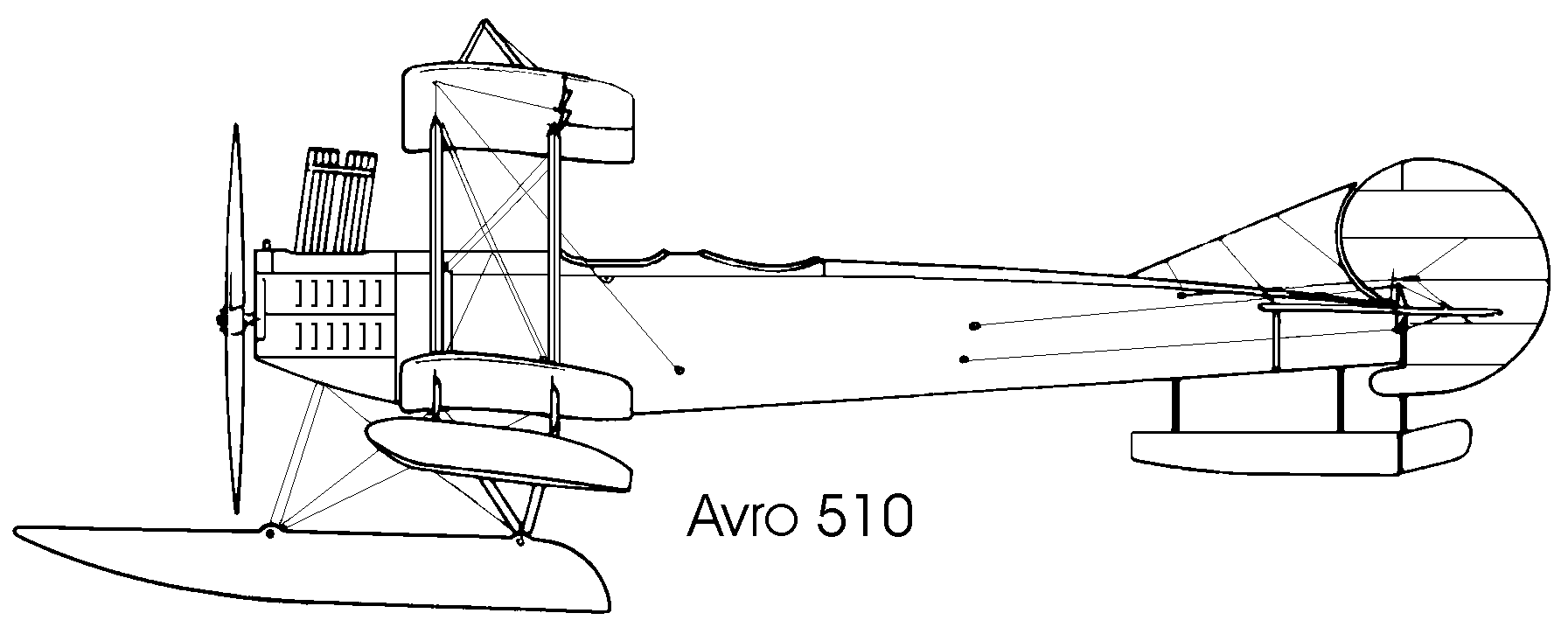

Údaje dle publikace Avro Aircraft since 1908:s.70

### Technické údaje
- Osádka: 2 (pilot a pasažér či pozorovatel)
- Délka: 11,58 m (38 stop)
- Rozpětí:
  - Horní křídlo: 19,2 m (63 stop)
  - Dolní křídlo: 11,58 m (38 stop)
- Výška:
- Nosná plocha: 52,4 m² (564 čtverečních stop)
- Prázdná hmotnost: 943 kg (2 080 lb)
- Vzletová hmotnost: 1 270 kg (2 800 lb)
- Pohonná jednotka: 1 ×  osmiválcový vidlicový motor Sunbeam Crusader[pozn. 1][2]
- Výkon pohonné jednotky: 112 kW (150 hp)

### Výkony
- Maximální rychlost: 112,6 km/h (60,8 uzlů, 70 mph)
- Dostup:
- Stoupavost: 1,1 m/s (220 stop za minutu)[pozn. 2]
- Vytrvalost: 4 hodiny a 30 minut